# Jurassic Park: Operation Genesis
Jurassic Park: Operation Genesis (of afgekort JPOG) is een videospel voor pc, Xbox en PlayStation 2, gebaseerd op de films Jurassic Park, The Lost World: Jurassic Park en Jurassic Park III.

## Overzicht
Het doel van het spel is om Jurassic Park te bouwen. In het park bouwt de speler paden, winkels, restaurants, toiletten, beveiligingscamera's en natuurlijk ook dinosaurusverblijven. De bezoekers kunnen de dinosauriërs bezichtigen aan de hand van attracties zoals een safariritje met een jeep, een uitkijktoren en een ballonvlucht.
Er moeten fossielopgravingen gekozen worden om dinosaurus-DNA te vinden. Als van een dinosaurussoort meer dan 50 % DNA bekend is, kan deze gekweekt worden. Hoe meer DNA bekend is, hoe ouder de soort kan worden. Er zijn in totaal 25 dinosaurussoorten beschikbaar.

## Het park
De mensen willen gewoon rustig kijken naar dinosauriërs en eten en drinken kopen. Ze willen ook dat er genoeg toiletten en rustplaatsen zijn, anders worden ze kwaad. Als ze zó moe of hongerig zijn, kunnen ze overlijden en krijgt de speler een boete. Ze worden ook kwaad als er geen paraplu’s worden verkocht, want dat is verschrikkelijk lastig tijdens een regenstorm. De bezoekers zijn ook goed aan het kijken of het park wel veilig is. Dit niveau kan dalen als men beschadigde gebouwen of losgebroken carnivoren ziet. Dit stijgt als er veiligheidsstations, camera’s en schuilbunkers worden gebouwd. Maar als grote carnivoren en de velociraptors chagrijnig worden, daalt dit ook. Als een tornado over het park raast, daalt dit direct naar nul totdat de tornado volledig verdwenen is.

## Opdrachten en Site B
Er zijn ook opdrachten en missies beschikbaar in dit spel:
- Foto's maken van dinosauriërs in hun leefomgeving, zonder dat de auto wordt verwoest door chagrijnige carnivoren
- Chagrijnige dinosauriërs neerschieten
- Bezoekers redden
- Herbivoren naar een bepaalde plek lokken

Als alle opdrachten zijn gedaan heeft de speler Site B tot zijn beschikking gekregen, waar hij een groot natuurreservaat kan bouwen en kan kijken hoe de dinosauriërs overleven zonder omheiningen en bezoekers.

## Dinosauriërs

### Categorieën
Er bestaan vier categorieën dinosauriërs:
- Kleine herbivoren
- Grote herbivoren
- Kleine carnivoren
- Grote carnivoren

### Soorten en populariteit
Alle dino's hebben een score uitgedrukt in sterren (van één tot vijf), die laat zien hoe populair ze zijn:
| Naam                | Categorie        | Populariteitsscore |
| ------------------- | ---------------- | ------------------ |
| Acrocanthosaurus    | Grote carnivoor  | 4 sterren          |
| Albertosaurus       | Kleine carnivoor | 3 sterren          |
| Allosaurus          | Grote carnivoor  | 4 sterren          |
| Ankylosaurus        | Grote herbivoor  | 4 sterren          |
| Brachiosaurus       | Grote herbivoor  | 5 sterren          |
| Camarasaurus        | Grote herbivoor  | 3 sterren          |
| Carcharodontosaurus | Grote carnivoor  | 4 sterren          |
| Ceratosaurus        | Kleine carnivoor | 2 sterren          |
| Corythosaurus       | Grote herbivoor  | 3 sterren          |
| Dilophosaurus       | Kleine carnivoor | 2 sterren          |
| Dryosaurus          | Kleine herbivoor | 1 ster             |
| Edmontosaurus       | Grote herbivoor  | 3 sterren          |
| Gallimimus          | Kleine herbivoor | 3 sterren          |
| Homalocephale       | Kleine herbivoor | 3 sterren          |
| Kentrosaurus        | Kleine herbivoor | 2 sterren          |
| Ouranosaurus        | Grote herbivoor  | 2 sterren          |
| Pachycephalosaurus  | Kleine herbivoor | 2 sterren          |
| Parasaurolophus     | Grote herbivoor  | 3 sterren          |
| Spinosaurus         | Grote carnivoor  | 5 sterren          |
| Stegosaurus         | Grote herbivoor  | 4 sterren          |
| Styracosaurus       | Kleine herbivoor | 2 sterren          |
| Torosaurus          | Grote herbivoor  | 2 sterren          |
| Triceratops         | Grote herbivoor  | 5 sterren          |
| Tyrannosaurus       | Grote carnivoor  | 5 sterren          |
| Velociraptor        | Kleine carnivoor | 5 sterren          |

### Gedrag
Alle dinosauriërsoorten hebben een verschillend gedrag:
- Grote carnivoren (en de Velociraptor): Ze willen, nadat ze zijn geboren, meteen jagen en raken snel gestresseerd. Als dat gebeurt proberen ze uit te breken en vermoorden alles in hun buurt, dus ook soortgenoten, totdat ze in coma raken. De meeste hebben een territorium en dat verdedigen ze natuurlijk. De grote carnivoren vallen soms safariauto’s aan en ze hebben allemaal 4 tot 5 sterren.
- Kleine carnivoren (behalve de Velociraptor): Deze dino's hoeven niet meteen na de geboorte te eten. De meeste zijn bang voor grote herbivoren zoals de Brachiosaurus. Als ze gestrest zijn raken ze in coma. Ze hebben een lage of middelmatige kwaliteit van hekken nodig en hebben 2 tot 3 sterren.
- Grote herbivoren: Deze zullen zich verdedigen met hun hoorns, stekels of staartknotsen om aanvallende carnivoren te verwonden. Als ze gestrest zijn raken ze in coma. De Torosaurus is de enige van deze groep die een territorium heeft. Hij vecht met zijn grote hoorns om een stukje land. Alle grote herbivoren hebben lage kwaliteit hekken nodig, behalve de Triceratops, want die heeft middelmatige kwaliteit nodig. Ze hebben 3 tot 5 sterren.
- Kleine herbivoren: Dit zijn de dinosaurussen met de minste sterren: 1 tot 3. Hekken met de laagste kwaliteit zijn goed. De Pachycephalosaurus is de agressiefste, hij vecht soms met zijn soortgenoten. Het is de enige van de kleine herbivoren die een territorium heeft. De Kentrosaurus is bang voor grote herbivoren en zoals de Pachycephalosaurus en de Styracosaurus kan hij vleeseters verwonden.

### Ziektes
De dinosauriërs in het park kunnen soms ook ziek worden:
- Dino Belly: Deze ziekte valt de darmen en maag aan waardoor de dino weinig eet en drinkt.
- Tick Infestation: Nu heeft de dinosauriër last van een dodelijke parasiet, de teek.
- Dinosaur Flu: Bij deze ziekte moet de dinosauriër veel niezen, en hun eetlust daalt erg laag. De ziekte verspreidt zich snel over het hele park.
- Rabies: Dit is een heel erge ziekte. Dit heet ook wel in het Nederlands rabiës, wat hondsdolheid betekent. Dit komt alleen voor bij carnivoren, die dan eerst verschrikkelijk gaan beven en erge dorst krijgen, en later alles gaan aanvallen wat ze zien tot ze in coma raken en sterven.
- Bumblefoot: Dit is een ziekte waarbij een dinosauriër een ontstoken wonde in zijn voet heeft. De dino kan niet meer zo goed lopen en raakt gestresseerd.
- Gastric Poisoning: Dit is vergiftiging die voorkomt bij herbivoren. Ze eten van planten van de moderne wereld die schadelijke stoffen bevatten. Het maakt de dinosauriër heel zwak en hij eet en drinkt niet meer.

Om deze ziektes te genezen, moet de speler het juiste medicijn op de dinosauriër vanuit de helikopter schieten. Ziektes kunnen vermeden worden door de dinosauriërs op voorhand te vaccineren.

## Bezoekers
Net als bij de dinosauriërs zijn er vier verschillende groepen bezoekers:
- Mainstream: Deze bezoekers willen gewoon de dinosauriërs bezichtigen.
- Thrill Seekers: Deze mensen willen grote carnivoren zien en bekijken hoe ze vechten.
- Fun Lovers: Deze zijn op zoek naar herbivoren.
- Dino Nerds: Deze mensen willen authenticiteit, ze vinden het leuk om dinosauriërs uit dezelfde tijd bij elkaar te zien en dat er prehistorische bomen in het verblijf staan.

## Geschrapt
Van sommige dinosaurussoorten was gepland dat ze in het spel zouden komen, maar zijn uiteindelijk niet gebruikt:
- Alioramus
- Apatosaurus
- Baryonyx
- Deinonychus
- Diplodocus
- Iguanodon
- Maiasaura

- Ornithomimus
- Panoplosaurus
- Tenontosaurus
- Thescelosaurus
- Wuerhosaurus
- Yangchuanosaurus

Ook zijn verschillende gebouwen en functies niet aanwezig in het spel. Er waren plannen voor een dinosauriërartsgebouw met helikopter, een zoekgebouw voor fossielen, de mogelijkheid om hekken diagonaal te plaatsen en bosbranden.

## Ontvangst
| Beoordeeld door       | Platform      | Datum             | Score |
| --------------------- | ------------- | ----------------- | ----- |
| Worth Playing         | Windows       | 16 april 2003     | 92%   |
| Next Level Gaming     | PlayStation 2 | 16 maart 2003     | 84%   |
| GamerDad              | Xbox          | 11 september 2003 | 80%   |
| GameStar (Duitsland)  | Windows       | april 2003        | 74%   |
| Game Over Online      | Xbox          | 30 november 1999  | 74%   |
| GameSpot              | Windows       | 20 maart 2003     | 72%   |
| GameSpot              | Xbox          | 24 maart 2003     | 70%   |
| The Video Game Critic | Xbox          | 6 juni 2003       | 67%   |
| GameSpy               | PlayStation 2 | 27 maart 2003     | 65%   |
| Yiya                  | Windows       | 25 mei 2003       | 50%   |